# О, малый город Вифлеем!
О малый город Вифлеем (англ. O Little Town of Bethlehem) — популярная рождественская песня. Стихи к ней сочинил епископ Филлипс Брукс спустя три года после посещения им Вифлеема в 1865 году; музыку сочинил его органист, Льюис Реднер. Его версия музыки, носящая название «St. Louis», является наиболее популярной в США; однако, в Великобритании более популярна версия под названием «Forest Green», адаптированная Ральфом Воаном Уильямсом. Ещё одна версия, созданная Уолфордом Дэвисом, обычно исполняется хорами (в ней первые четыре куплета идут под сопровождение органа, а последний — а капелла).
Музыку хорала аранжировали многие известные композиторы, среди них — Оскар Питерсон.
В сочельник 1865 года из Иерусалима в город Давидов ехал Филипс Брукс, который совершал паломничество в Святую землю. По стопам пастухов из евангелия от Луки Брукс последовал в Вифлеем. Там он помогал в проведении богослужения в церкви Рождества, построенной, как гласит традиция, над тем самым местом, где родился Спаситель. На служении исполнялись рождественские песни, а мысли Брукса возвращались к детям из воскресной школы в его церкви. Позже он рассказывал им о своем рождественском паломничестве так: 

«Я помню, как стоял в старой церкви в Вифлееме, рядом с тем местом, где родился Иисус, когда вся церковь звенела рождественскими гимнами хвалы Богу, как снова и снова казалось, что я слышу голоса, говорящие друг другу о Чудесной ночи рождения Спасителя. Но я уверяю вас, я рад был бы на время закрыть уши и слушать более знакомые слова, которые приходили ко мне издалека».

 В городе Давидовом, где вдохновенный псалмопевец Израилев писал священные песни, где ангелы возвестили о великой радости, Филипса Брукса посетило вдохновение написать ещё одну рождественскую песнь.
Три года спустя Люис Реднер, директор воскресной школы и органист в церкви Филипса Брукса, попросил его написать новый гимн для Рождественского богослужения. Органист сказал, что если Брукс это сделает, текст будет назван Св. Филипп. Брукс ответил, что если Реднер напишет мелодию, ей дадут название Св. Луис . Вместо того, чтобы писать новый текст, Брукс дал органисту своё стихотворение 1865 года О малый город Вифлеем.
Реднер написал несколько мелодий, но не мог подобрать такую, которая соответствовала бы словам. Он сам рассказывал, что произошло ночью перед началом подготовки детского хора к Рождеству: «Я проснулся среди ночи и услышал, как ангел нашептывает мне на ухо». Он встал и, пока мелодия была ещё свежа в его памяти, набросал её. На следующее утро он добавил разные партии. Гимн был готов к разучиванию. А мелодию так и назвали Св. Луис. Впервые эту песню исполнил детский хор из 36 детей на Рождественском богослужении 1868 года.
Год спустя Филипс Брукс уехал из Филадельфии в Бостон. Он помог спроектировать здание церкви, где он был приходским священником. Эта церковь до сих пор стоит на Бостонском заливе. За два года до смерти Брукс стал епископом штата Массачусетс.

## Текст
O little town of Bethlehem,

How still we see thee lie!

Above thy deep and dreamless sleep

The silent stars go by;

Yet in thy dark streets shineth

The everlasting Light;

The hopes and fears of all the years

Are met in thee to-night.

For Christ is born of Mary,

And gathered all above,

While mortals sleep, the angels keep

Their watch of wondering love.

O morning stars, together

Proclaim the holy birth!

And praises sing to God the King,

And peace to men on earth.

How silently, how silently,

The wondrous gift is given!

So God imparts to human hearts

The blessings of his heaven.

No ear may hear his coming,

But in this world of sin,

Where meek souls will receive him, still

The dear Christ enters in.

Where children pure and happy

Pray to the blessed Child,

Where misery cries out to thee,

Son of the mother mild;

Where charity stands watching

And faith holds wide the door,

The dark night wakes, the glory breaks,

And Christmas comes once more.

O holy Child of Bethlehem!

Descend to us, we pray;

Cast out our sin and enter in,

Be born in us to-day.

We hear the Christmas angels

The great glad tidings tell;

O come to us, abide with us,

Our Lord Emmanuel!

## Русский перевод
Даниил Ясько, Гимны христиан #205
О, малый город Вифлеем,

Ты спал спокойным сном,

Когда рождался новый день

В безмолвии ночном.

Внезапно тьму рассеял 

Небесный, дивный свет;

Родился Тот, Кого народ 

Ждал много, много лет.

Сошел Христос в долину слёз,

Чтоб в небо нас привесть,

И в царство зла с небес пришла

Евангельская весть.

О, звезды! Весть о Чудном

Несите вдаль и вширь

И пойте песнь Тому, Кто есть,

Кто всем дарует мир.

В тиши ночной дар неземной

Спустился к нам с высот.

Людским сердцам Господь всегда

Дары в тиши дает.

Неслышно и незримо, 

средь шума, бурь и гроз

Готовым ждать Его принять 

является Христос.

О, Божий Сын, нас не покинь,

Приди в любви Своей,

Грех изгони и в наши дни

Родись в сердцах людей.

Хор ангелов небесных 

Поет о Боге сил.

Приди сейчас, вселися в нас 

Иисус Эммануил 